# Liste der Hospize in Wien
Die Liste der Hospize in Wien ist alphabetisch nach Gemeindebezirk sortiert. Sie umfasst alle stationären Hospize, Palliativstationen und Heime mit Hospizkultur in der österreichischen Hauptstadt Wien.

## Liste
| Name | Gemeindebezirk       | Adresse Geokoordinaten     | Träger                                    | Typ                   | Foto                                     |
| --- | -------------------- | -------------------------- | ----------------------------------------- | --------------------- | ---------------------------------------- |
| Palliativstation Universitätsklinik für Innere Medizin I, AKH Wien                                                       | Alsergrund           | Währinger Gürtel 18–20     | MedUni Wien                               | Palliativstation      | AKH Wien                                 |
| CS Pflege- und Sozialzentrum Pramergasse                                                                                 | Alsergrund           | Pramergasse 7              | CS Caritas Socialis                       | Heim mit Hospizkultur | CS Pflege- und Sozialzentrum Pramergasse |
| Palliativstation St. Raphael mit Palliativkonsiliardienst und Hospizteam                                                 | Hernals              | Dornbacherstraße 20–26     | Krankenhaus Göttlicher Heiland GmbH       | Palliativstation      |                                          |
| Krankenhaus Hietzing mit neurologischem Zentrum Rosenhügel – 5. Medizinische Abteilung – Palliativstation                | Hietzing             | Wolkersbergenstraße 1      | Wiener Krankenanstaltenverbund            | Palliativstation      |                                          |
| CS Hospiz Rennweg – Beratungsstelle, Palliativstation und Hospizteam                                                     | Landstraße           | Oberzellergasse 1          | CS Caritas Socialis Privatstiftung        | Palliativstation      |                                          |
| Palliativstation am Franziskusspital Standort Landstraße und Hospizteam                                                  | Landstraße           | Landstraßer Hauptstraße 4a | Franziskus Spital GmbH                    | Palliativstation      |                                          |
| CS Pflege- und Sozialzentrum Rennweg                                                                                     | Landstraße           | Oberzellergasse 1          | CS Caritas Socialis Privatstiftung        | Heim mit Hospizkultur |                                          |
| Palliativstation Wilhelminenspital – 1. Medizinische Abteilung – Zentrum für Onkologie, Hämatologie und Palliativmedizin | Ottakring            | Montleartstraße 37         | Wiener Krankenanstaltenverbund            | Palliativstation      |                                          |
| Caritas-Haus Franz Borgia                                                                                                | Döbling              | Hameaustraße 45–47         | Caritas Pflege                            | Heim mit Hospizkultur |                                          |
| Caritas-Haus St. Elisabeth                                                                                               | Döbling              | Nusswaldgasse 10–12        | Caritas Pflege                            | Heim mit Hospizkultur |                                          |
| Caritas-Haus St. Teresa                                                                                                  | Donaustadt           | Erzherzog-Karl-Straße 129b | Caritas Pflege                            | Heim mit Hospizkultur |                                          |
| CaSa Kagran | Donaustadt           | Rennbahnweg 52             | Casa Leben im Alter GmbH                  | Heim mit Hospizkultur |                                          |
| KAV Pflegewohnhaus Donaustadt                                                                                            | Donaustadt           | Langobardenstraße 122a     | Wiener Krankenanstaltenverbund            | Heim mit Hospizkultur |                                          |
| Gartensiedlung Fortuna                                                                                                   | Floridsdorf          | Leopoldauer Straße 134     | Verein Kuratorium Fortuna                 | Heim mit Hospizkultur |                                          |
| Pflegehaus St. Katharina                                                                                                 | Mariahilf            | Millergasse 6–8            | Barmherzige Schwestern                    | Heim mit Hospizkultur |                                          |
| Caritas-Haus Schönbrunn                                                                                                  | Meidling             | Schönbrunner Straße 295    | Caritas Pflege                            | Heim mit Hospizkultur | Caritas-Haus Schönbrunn                  |
| KAV Pflegewohnhaus Meidling                                                                                              | Meidling             | Stüber-Günther-Gasse 2     | Wiener Krankenanstaltenverbund            | Heim mit Hospizkultur |                                          |
| Caritas-Haus St. Klemens                                                                                                 | Penzing              | Edenstraße 21              | Caritas Pflege                            | Heim mit Hospizkultur |                                          |
| KAV Pflegewohnhaus Rudolfsheim-Fünfhaus                                                                                  | Rudolfsheim-Fünfhaus | Kardinal-Rauscher-Platz 2  | Wiener Krankenanstaltenverbund            | Heim mit Hospizkultur |                                          |
| Caritas-Haus St. Barbara                                                                                                 | Liesing              | Erlaaer Platz 4            | Caritas Pflege                            | Heim mit Hospizkultur |                                          |
| Hausgemeinschaft Erdbergstraße                                                                                           | Simmering            | Erdbergstraße 222          | Evangelisches Diakoniewerk Gallneukirchen | Heim mit Hospizkultur |                                          |